# Leroy Loggins
Leroy Jay Loggins (New Brunswick, 20 dicembre 1957) è un ex cestista statunitense naturalizzato australiano.

## Carriera
È stato selezionato dai Detroit Pistons all'ottavo giro del Draft NBA 1980.
Con l'Australia ha disputato i Giochi olimpici di Barcellona 1992.